# Tetracnemoidea mozarti
Tetracnemoidea mozarti är en stekelart som först beskrevs av Girault 1932.  Tetracnemoidea mozarti ingår i släktet Tetracnemoidea och familjen sköldlussteklar. Inga underarter finns listade i Catalogue of Life.